# Kya-Celina Barucki
Kya-Celina Barucki (* 7. April 2004 in Berlin) ist eine deutsche Schauspielerin.

## Leben
Erste Erfahrungen im Schauspiel sammelte Barucki in Inszenierungen des Deutschen Theaters Berlin/Junges DT. Dort spielte sie unter anderem in „Herr der Fliegen“ und „Das Gewächshaus“. Größere Bekanntheit erlangte Barucki durch die Hauptrolle in der RTL+-Serie „Friedmanns Vier“. Seit 2019 spielt sie regelmäßig in Film- und Fernsehproduktionen mit. Barucki studiert seit 2024 an der  Filmuniversität Babelsberg Konrad Wolf Schauspiel.

## Theater (Auswahl)
- 2016: Herr der Fliegen, Deutsches Theater Berlin / Junges DT
- 2019: Der Plan von der Abschaffung des Dunkels, Deutsches Theater Berlin / Junges DT
- 2020: Das Gewächshaus, Deutsches Theater Berlin / Junges DT

## Filmografie
- 2019: Wir Kinder vom Bahnhof Zoo (Fernsehserie, drei Folgen)
- 2019: Konnie und Valter
- 2021: Schlaflos in Portugal
- 2021: Der Flensburg-Krimi: Der Tote am Strand
- 2021: Friedmanns Vier (Fernsehserie, acht Folgen)
- 2023: SOKO Leipzig (Fernsehserie, Folge Joela)
- 2023: In aller Freundschaft – Die jungen Ärzte (Fernsehserie, Folge Aufbruch)
- 2023: Fritzie – Der Himmel muss warten (Fernsehserie, vier Folgen)
- 2023: Erzgebirgskrimi (Fernsehserie, Folge Familienband)
- 2024: Der Staatsanwalt (Fernsehserie, Folge Tod eines Rebellen)
- 2024: Behringer und die Toten – Ein Bamberg-Krimi (Fernsehserie, Folge Fuchsjagd)
- 2024: Morden im Norden (Fernsehserie)
- 2024: Der Spitzname
- 2025: Großstadtrevier (Fernsehserie, Folge Ausflug in die Hölle)
- 2025: Leben ist jetzt – Die Real Life Guys (Kinofilm)
- 2025: Mädchen, Mädchen – Hot Girl Summer (Kinofilm)